# Gmina Töreboda
Gmina Töreboda (szw. Töreboda kommun) – gmina w Szwecji, w regionie Västra Götaland, z siedzibą w Töreboda.
Pod względem zaludnienia Töreboda jest 229. gminą w Szwecji. Zamieszkuje ją 9445 osób, z czego 49,41% to kobiety (4667) i 50,59% to mężczyźni (4778). W gminie zameldowanych jest 369 cudzoziemców. Na każdy kilometr kwadratowy przypada 17,37 mieszkańca. Pod względem wielkości gmina zajmuje 165. miejsce.